# 奧希金斯足球會
奧希金斯足球會（O'Higgins F.C.）是智利足球俱乐部，位于兰卡瓜。俱乐部创建于1955年4月7日，现为智利足球甲级联赛球队。球队主体育场为厄尔特尼恩特体育场（Estadio El Teniente），球场拥有24,000个座位。

## 球队荣誉
- 智利足球乙级联赛
  - 冠军: 1964年
- 智利超級盃
  - 冠军 (1次): 2014年

## 知名球员
- 卡洛斯·巴斯托斯
- 马里奥·丹希德里奥
- Juvenal Soto
- 尼尔森·阿科斯塔
- Clarence Acuña
- 埃杜阿尔多·邦瓦莱特
- 克劳迪奥·博尔吉
- Juan Rogelio Núñez
- Jaime Riveros
- 约根·奥利弗·罗贝勒多
- 尼尔森·塔皮亚
- 马里奥·努涅斯
- 詹卡洛·马尔多纳多
- Herly Alcázar